# Ngựa Fjord
Ngựa Fjord hay còn gọi là ngựa Fjord Na Uy (tiếng Na Uy: fjordhest) là một giống ngựa có nguồn gốc từ các khu vực miền núi phía tây của Na Uy, chúng là giống ngựa có ngoại hình tương đối nhỏ thó nhưng thể chất rất mạnh mẽ, ngựa Fjord còn là một giống ngựa nhanh nhẹn dành cho mục đích sử dụng làm ngựa kéo. Tất cả những con ngựa Fjord đều có màu lông đa sắc, với năm biến thể hoa râm được công nhận trong bộ tiêu chuẩn giống của giống ngựa này, trong đó phổ biến là màu vàng cát. Chúng có đôi tai nhỏ và đôi mắt to, chúng là giống ngựa tầm thấp với chiều cao khoảng 135 cm.
Là trong những giống lâu đời nhất thế giới, ngựa Fjord đã được dân địa phương sử dụng từ hàng trăm năm nay như một con ngựa trang trại ở Na Uy, và trong thời hiện đại ngày nay thì chúng phổ biến vì những tính tốt. Ngựa Fjord có cái hay là chúng đủ mạnh cho công việc nặng nhọc, chẳng hạn như cày ruộng hoặc kéo gỗ, nhưng lại đủ nhẹ nhàng và nhanh nhẹn để dùng nó vào môn cưỡi ngựa và là những con ngựa kéo xe cừ khôi cự phách. Ngày nay, ngựa Fjord được nuôi và dùng trong môn cưỡi ở các trường học cưỡi ngựa và dùng để trị liệu bệnh tật ở Na Uy, vì tính khí nhẹ nhàng và kích thước nhỏ thó của chúng thích hợp cho trẻ em cưỡi và người khuyết tật sử dụng. Chúng cũng được sử dụng như một con ngựa thể thao, đặc biệt là trong môn kéo xe phối hợp.

## Các hiệp hội giống
- USA Norwegian Fjord Horse Registry (NFHR)
- Canadian Fjord Horse Association (CFHA).
- Belgisch Fjordenpaardenstamboek - Belgium 's Fjord Horse Studbook
- Fjordhesteavlen i Danmark - Denmark's Fjord Horse Studbook
- Fjord horse National Stud Book Association Of Great Britain
- Norges Fjordhestlag
- Norsk Hestesenter
- Svenska Fjordhästföreningen -Sweden's Fjord Horse Studbook
- Fjordpferde Vereinigung Schweiz - Switzerland's Fjord Horse Studbook
- Het Nederlandse Fjordenpaarden Stamboek - The Dutch Fjord Horse Studbook
- Interessengemeinschaft Fjordpferd (IGF) e.V. - The German Fjord Horse Association (IGF)
- Suomen Vuonohevosyhdistys ry - Finska Fjordhästföreningen rf (Finland)